# Carl Falk
Carl Bernhard Napoleon Falk, född 10 juli 1835 i Säby församling, Jönköpings län, död 12 november 1906 i Nacka församling, Stockholms län (folkbokförd i Jönköpings östra församling), var en svensk apotekare och riksdagsman.
Falk var innehavare av apoteket Lejonet i Jönköping. Han var även politiker och ledamot av riksdagens andra kammare. Carl Falk är begravd på Norra begravningsplatsen utanför Stockholm.